# Pelias (mythologie)
Pelias (Oudgrieks: Πελίας) is een figuur uit de Griekse mythologie. Pelias was de oom van Jason. Hij beroofde Jason, toen deze nog een kind was, van zijn rechten op de heerschappij over Iolkos (in Thessalië). Toen Jason volwassen was en zijn rechten opeiste, beloofde Pelias hem dit toe te staan, op voorwaarde dat hij uit handen van Jason het Gulden vlies zou ontvangen. Hierop volgde de tocht van de Argonauten, met als resultaat dat het vlies veroverd werd.
Ten slotte nam Jason wraak op zijn oom met behulp van zijn vrouw, de tovenares Medea. Pelias werd door zijn dochters gedood, nadat Medea hen had wijsgemaakt dat hij een verjongingskuur zou ondergaan wanneer zij zijn lichaam in stukken zouden snijden en het zouden koken in een aftreksel van bepaalde kruiden.
Pelias was vader van onder anderen Alkestis en Akastos. Akastos volgde hem op als koning van Iolkos met toestemming van Jason.